# Deloitte
Deloitte Touche Tohmatsu Limited (Делойт Туш Томацу Лімітд) — міжнародна корпорація у сфері аудиторських та консалтингових послуг, одна з компаній «великої четвірки» зі штаб-квартирою в Лондоні.
Фірму засновано Уільямом Велчем Делойтом в Лондоні 1845 року. 1890 року вона вийшла на ринок США. 1972 року об'єдналася з Haskins & Sells, утворивши Deloitte Haskins & Sells, а в 1989 році — з Touche Ross в США, утворивши Deloitte & Touche. 1993 року міжнародна фірма була перейменована в Deloitte Touche Tohmatsu, пізніше скорочено в Deloitte. 2002 року компанія Arthur Andersen у Британії, а також декілька підрозділів цієї фірми в Європі, Північній і Південній Америці погодилися на злиття з Deloitte. У січні 2013 року до числа подальших придбань увійшла Monitor Group, великий бізнес по стратегічному консалтингу. Міжнародна компанія є британською приватною компанією з обмеженою відповідальністю, а кожна з її національних фірм є окремою і незалежною юридичною особою.
Deloitte надає аудиторські, консалтингові, фінансові, ризикові, податкові і юридичні послуги з участю близько 334 800 фахівців в усьому світі. У 2020 фінансовому році сукупний дохід мережі склав рекордні $47,6 млрд. За даними Forbes на 2020 рік, Deloitte займає 3-є місце серед найбільших приватних компаній в США. Компанія спонсорувала низку заходів і подій, включаючи літні Олімпійські ігри 2012 року.

## Історія

### Рання історія
1845 року Вільям Велч Делойт відкрив офіс в Лондоні. Делойт був першою людиною, призначеною незалежним аудитором публічної компанії, а саме Great Western Railway. 1880 року він відкрив офіс у Нью-Йорку.

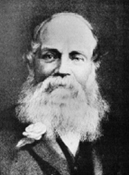
William Welch Deloitte, засновник компанії Deloitte

У 1890 році Делойт відкрив філію на Волл-стріт, очолювану Едвардом Адамсом і П. Д. Гриффитсом. Це було перше зарубіжне підприємство компанії Deloitte. Незабаром були відкриті інші філії в Чикаго і Буенос-Айресі. 1898 року П. Д. Гриффитс повернувся з Нью-Йорка і став партнером в лондонському офісі.
У 1896 році Чарльз Уолдо Хаскінс і Елайджа Уотт Селлс заснували компанію Haskins&Sells в Нью-Йорку. Пізніше її назвали «першою великою аудиторською фірмою, створеною в країні американськими, а не британськими бухгалтерами».
У 1898 році Джордж Туше відкрив офіс в Лондоні, а потім, в 1900 році, разом з Джоном Баллантайном Нивеном заснував фірму Touche Niven у будівлі Джонстона за адресою 30 Broad Street в Нью-Йорку.
1 березня 1933 року полковник Артур Хейзелтон Картер, президент Товариства дипломованих громадських бухгалтерів штату Нью-Йорк і керівний партнер компанії Haskins&Sells, надав свідчення в Комітеті з банківської справи і валюти Сенату США. Картер допоміг переконати Конгрес в тому, що незалежний аудит має бути обов'язковим для публічних компаній.
У 1947 році детройтський бухгалтер Джордж Бейли, у той час президент Американського інституту дипломованих громадських бухгалтерів, заснував свою власну організацію. Початок роботи нової організації був настільки успішним, що менш ніж через рік партнери об'єдналися з компаніями Touche Niven і A. R. Smart і утворили Touche, Niven, Bailey & Smart. Очолювана Бейли, організація швидко росла, у тому числі за рахунок створення спеціальної служби менеджиент-консалтингу.
Вона також встановила тісніші зв'язки з організаціями, створеними співзасновником Touche Niven Джорджем Туше: канадською організацією Ross і британською організацією George A. Touche. 1960 року фірма була перейменована в Touche, Ross, Bailey & Smart, а в 1969 році стала Touche Ross. 1968 року Нобузо Тохматсу створив фірму Tohmatsu Aoki&Co, розташовану в Японії, яка в 1975 році стала частиною мережі Touche Ross. 1972 року Роберт Трюблад, голова Touche Ross, очолив комітет, який рекомендував створити Раду зі стандартів фінансового обліку.
У 1972 році фірма Deloitte об'єдналася з Haskins&Sells, утворивши Deloitte Haskins&Sells.
У 1989 році Deloitte Haskins & Sells об'єдналася з Touche Ross в США і утворила Deloitte & Touche. Об'єднану фірму спільно очолили Дж. Майкл Кук і Едвард А. Кангас. На чолі з британським партнерством невелика кількість фірм-членів Deloitte Haskins&Sells відкинули злиття з Touche Ross і незабаром після цього об'єдналися з Coopers & Lybrand, утворивши фірму Coopers & Lybrand Deloitte (що пізніше об'єдналася з Price Waterhouse і стала PwC). Деякі фірми-члени Touche Ross також відмовилися від злиття з Deloitte Haskins&Sells і об'єдналися з іншими фірмами. У Великій Британії Touche Ross об'єдналася з Spicer&Oppenheim в 1990 році.

### Новітня історія
Під час злиття під егідою США і створення компанії Deloitte&Touche виникла проблема з назвою міжнародної фірми, оскільки не існувало глобального ексклюзивного доступу до назв «Deloitte» або «Touche Ross» — ключові фірми-учасники, такі як Deloitte у Великій Британії і Touche Ross в Австралії, не приєдналися до злиття. Тому було вибрано назву DRT International, що означає, Deloitte, Ross and Tohmatsu. 1993 року міжнародна фірма була перейменована в Deloitte Touche Tohmatsu.

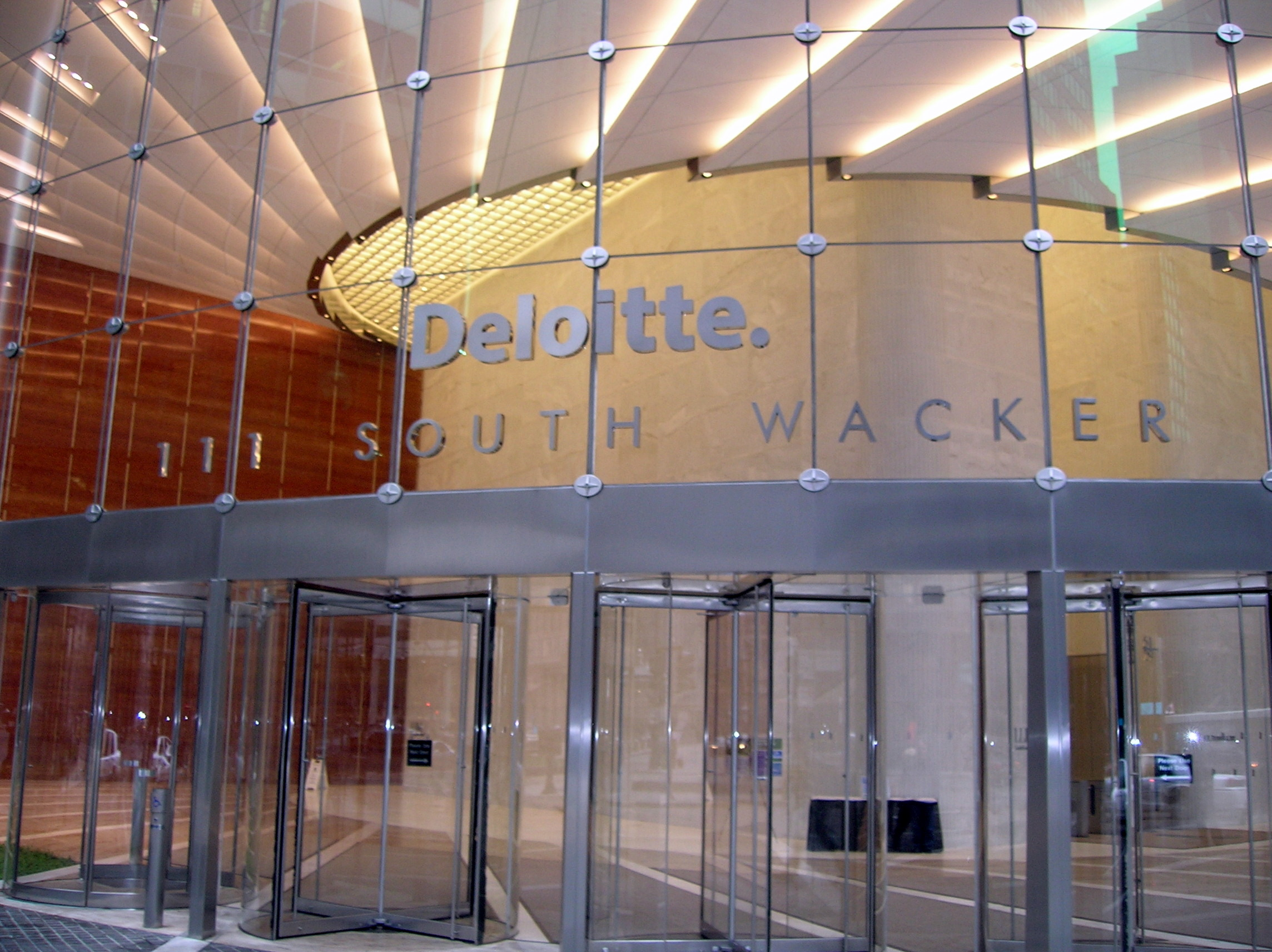
Офіс Deloitte в Чикаго

У 1995 році партнери компанії Deloitte & Touche вирішили створити Deloitte & Touche Consulting Group (тепер відому як Deloitte Consulting).
У 2000 році Deloitte придбала компанію Eclipse, щоб додати інтернет-проєктування до своїх консультаційних можливостей. Пізніше Eclipse була розділена на Deloitte Online і Deloitte Digital.
У 2002 році британський підрозділ Arthur Andersen, найбільший підрозділ компанії, за межами США, погодився на злиття з британським підрозділом Deloitte. Підрозділи Arthur Andersen в Іспанії, Нідерландах, Португалії, Бельгії, Мексиці, Бразилії і Канаді також погодилися на злиття з Deloitte. Відділення консалтингового підрозділу Deloitte France привело до створення компанії Ineum Consulting.
У 2005 році Deloitte придбала пекінську Pan — China CPA і стала найбільшою аудиторською фірмою в Китаї. Безпосередньо перед цим придбанням в Deloitte China працювало близько 3 200 співробітників. Це придбання було частиною п'ятирічного плану по інвестуванню $150 млн в Китай. Компанія Deloitte працює в Китаї з 1917 року.
У 2007 році Deloitte почала наймати колишніх співробітників Центрального розвідувального управління (ЦРУ) у свій підрозділ конкурентної розвідки, знаний як Deloitte Intelligence.
у 2009 році Deloitte придбала північноамериканський підрозділ державної служби BearingPoint (раніше KPMG Consulting) за $350 млн доларів після того, як цей підрозділ подав заяву про банкрутство.
У січні 2010 року Deloitte LLP придбала британських консультантів по нерухомості Drivers Jonas. З 2013 року цей підрозділ знаний як Deloitte Real Estate.
У 2011 році Deloitte придбала компанії DOMANI Sustainability Consulting і ClearCarbon Consulting, щоб розширити спектр послуг в області екологічного розвитку.
У січні 2012 року Deloitte оголосив про придбання Übermind, агентства мобільної реклами. Це придбання ознаменувало перший вихід Deloitte в сферу мобільних додатків.
У листопаді 2012 року Deloitte придбала Recombinant Data Corporation, компанію, що спеціалізується на сховищі даних і програмному забезпеченні для клінічних досліджень, і представила Recombinant by Deloitte. У лютому 2013 року Recombinant by Deloitte об'єдналася з внутрішнім інформаційним підрозділом (Deloitte Health Informatics) і запустила ConvergeHEALTH by Deloitte.
11 січня 2013 року Deloitte придбала практично увесь бізнес Monitor Group, компанії по стратегічному консалтингу, яка була заснована професором Гарвардської школи бізнесу Майклом Портером, після того, як Monitor подала заяву про банкрутство.
У 2014 році компанія представила Rubix, компанію, що займається консалтингом в області блокчейна і що надає консультаційні послуги клієнтам з різних секторів бізнесу, включаючи державні структури. У 2016 році компанія створила свою першу блокчейн-лабораторию в Дубліні. Другий хаб був запущений в Нью-Йорку в січні 2017 року. 2016 року Deloitte Canada встановила автомат по прийому біткойнів і обладнала ресторан у своєму офісі комплексом для прийняття біткойнів в якості оплати.
Deloitte CIS співпрацює з Waves Platform, пропонуючи послуги, пов'язані з первинним розміщенням монет. У травні 2017 року Deloitte стала членом Ethereum Enterprise Alliance і Hyperledger Project, спонсорованого Linux Foundation.
У 2016 році Deloitte придбала рекламне агентство Heat з Сан-Франциско, найбільш знане завдки роботі над Madden NFL від EA Sports і туристичним сайтом Hotwire. Heat стало 11-м агентством цифрового маркетингу, придбаним Deloitte Digital з моменту створення в 2012 році. За станом на 2016 рік в Deloitte Digital працювало 7 000 співробітників. 2015 року компанія виставила рахунків на $2,1 млрд, що робить її одним з найбільших у світі цифрових агентств.
У вересні 2016 року компанія Apple Inc. оголосила про партнерство з Deloitte, спрямоване на збільшення продажів своїх телефонів і інших мобільних пристроїв підприємствам. У рамках партнерства обидві компанії запустили сервіс під назвою Enterprise Next, у рамках якого понад 5 000 консультантів Deloitte консультують клієнтів про те, як краще використовувати продукти і послуги Apple.
У жовтні 2016 року компанія Deloitte оголосила про створення Deloitte North West Europe. Бельгійська, датська, голландська, фінська, ісландська, норвезька і шведська фірми-учасниці об'єдналися з британською і швейцарською фірмами-учасницями і створили компанію Deloitte North West Europe.

## Назва і брендинг

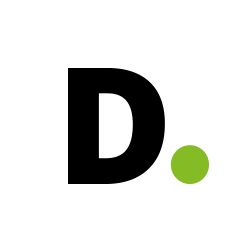
Логотип Deloitte (коротка форма)

У 1989 році компанія Deloitte, Haskins & Sells злилася у більшості країн з Touche Ross, утворивши Deloitte & Touche. Проте у Великій Британії місцева фірма Deloitte, Haskins & Sells замість цього злилася з Coopers & Lybrand (пізніше перейменованою в PwC).
Хоча повна назва британської приватної компанії — Deloitte Touche Tohmatsu Limited, в 1989 році вона спочатку називала себе DTT International. 2003 року кампанія по ребрендингу була проведена за замовленням Уільяма Г. Парретта, у той час генерального директора DTT, під керівництвом Джері Лимона, який був керівником відділу по роботі з клієнтами і ринками.
Згідно з вебсайтом компанії, Deloitte тепер означає бренд, під яким незалежні фірми в усьому світі співпрацюють для надання аудиторських, консультаційних, фінансових консультацій, управління ризиками і податкових послуг обраним клієнтам.
У 2008 році Deloitte прийняв нове позиціювання бренду «Завжди на крок попереду» (англ. Always Ahead (AOSA)) для підтримки існуючої концепції Deloitte: «Бути еталоном досконалості» (англ. To be the Standard of Excellence) . AOSA є ціннісною пропозицією глобальної організації і ніколи не використовується як слоган. Недавній запуск рекламної кампанії «Зелена точка» також відповідає стратегії бренду Deloitte і системі позиціонування.
У червні 2016 року Deloitte змінила свій брендинг і прийняла новий логотип, в якому Deloitte написаний чорним кольором замість колишнього синього.
У Індії Deloitte працює під декількома торговими марками, включаючи A.F.Ferguson &Co., A.F.Ferguson Associates, S.B.Billimoria, C.C.Choksi & Co, P.C.Hansotia, Fraser & Ross і Deloitte Haskins & Sells (India).

## Юридична структура
Впродовж багатьох років організація і її мережа фірм-учасниць були юридично оформлені як швейцарський Verein (еквівалент Асоціації). Станом на 31 липня 2010 року члени Verein стали частиною Deloitte Touche Tohmatsu Limited (DTTL), приватній компанії Сполученого Королівства, обмеженій порукою, без статутного капіталу.
Кожна фірма-учасниця глобальної мережі залишається окремою і незалежною юридичною особою, що підкоряється законам і професійним нормам конкретної країни або країн, в яких вона працює.

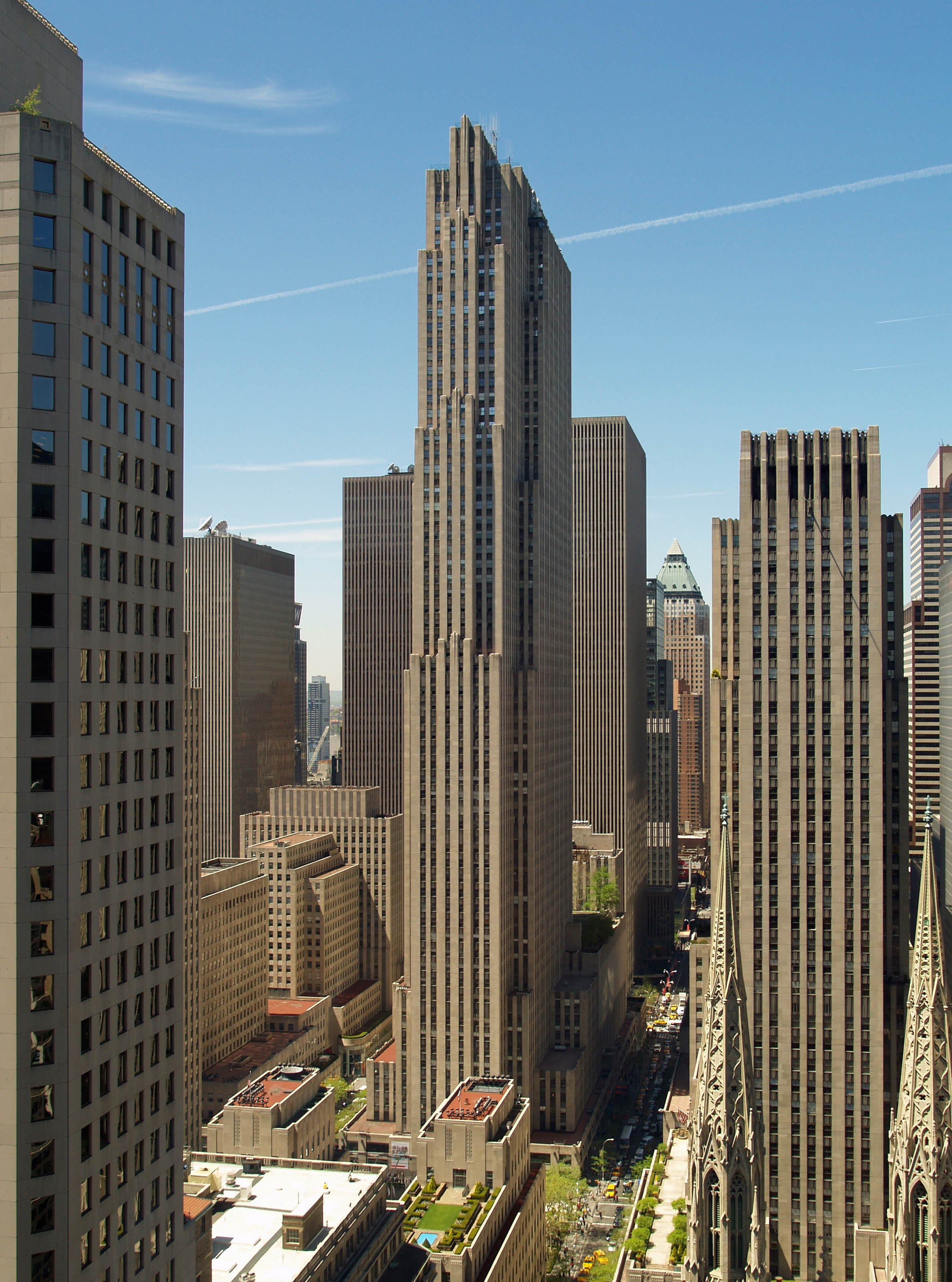
Джи-І-Білдінг

Така структура схожа з іншими мережами професійних послуг, які прагнуть обмежити вікарну відповідальність за дії інших членів. Як окремі юридичні особи, фірми-учасниці і DTTL не можуть зобов'язувати один одного. Професійні послуги продовжують робити тільки фірми-учасниці, а не DTTL. При такій структурі партнери не повинні нести відповідальність за халатність інших незалежних партнерів. Ця структура також дозволяє ним бути членами Форуму МФБ.
У 2019 році британські партнери у фірмі отримали середню зарплату у розмірі 882 000 фунтів стерлінгів.

## Послуги
Фірми-учасниці Deloitte пропонують послуги з наступних напрямків, з урахуванням особливостей правової імплементації в конкретній країні (тобто усі вони діють у рамках однієї компанії або через юридичні особи, що є дочірніми підприємствами головної юридичної особи в цій країні).

### Аудит
Аудиторська служба надає бухгалтерські і аудиторські послуги, послуги внутрішнього аудиту, забезпечення контролю ІТ, та аудиту ЗМІ і реклами.
Інвестори Guangdong Kelon Electrical Holdings Company Limited заявили, що їх не попередили про погане фінансове положення компанії. Deloitte стверджує, що добре впоралася з проєктом. Генеральний директор Deloitte захистив роботу компанії у справі Kelon. Фірма була аудитором впродовж тридцяти місяців з 2002 по 2004 рік. 2004 року вона зробила зміни у свій висновок щодо продажів, повернень і знижок компанії. Після завершення аудиту в 2004 році фірма відмовилася від роботи з Kelon. Deloitte заявила, що відмовилася від участі в аудиторській перевірці, оскільки керівництво клієнта не дотримувалося передового досвіду в області фінансів.

### Консалтинг
Консалтинг є найбільшим бізнесом Deloitte, що приносить понад 40т загальної виручки в 2020 році.
У книзі «Американська хвороба» (2017) Елізабет Розенталь приписує Deloitte ключову роль в консультуванні по впровадженню стратегічного тарифоутворення як способу збільшення доходів від лікарняного бізнесу. Вона датує цю подію 2005 роком, коли Deloitte найняла Томмі Томпсона, колишнього міністра охорони здоров'я і соціальних служб, в якості голови своєї глобальної практики, що займається питаннями охорони здоров'я. У 2011 році Deloitte посіла перше місце за об'ємом виручки в усіх областях консалтингу у сфері охорони здоров'я — наука про життя, платники, постачальники, і державна охорона здоров'я.
Фірма впровадила HR систему SAP для Об'єднаного шкільного округу Лос-Анджелеса (LAUSD) за $95 млн і через помилки в системі деяким учителям недоплачували, переплачували або не платили взагалі. За станом на 31 грудня 2007 року LAUSD виплатила компанії Deloitte в цілому $140 млн щоб змусити систему працювати належним чином. У 2008 році з'явилися деякі свідчення того, що ситуація з нарахуванням заробітної плати почала стабілізуватися: за словами головного операційного директора LAUSD, кількість помилок не перевищувала 1 %.
Фірма працювала над загальнонаціональною системою управління справами для Судової ради Каліфорнії. Бюджет системи спочатку складав близько $260 млн, але було витрачено майже $500 млн, і в один час прогнозувалося, що витрати можуть досягти $2 млрд. Жоден суд так і не почав працювати в повну силу. Судова рада Каліфорнії припинила проєкт в 2012 році, пославшись на фактичні витрати на розгортання проєкту і проблеми з бюджетом Каліфорнії.

### Фінансове консультування
Фінансовий консалтинг надає клієнтам послуги в області корпоративних фінансів, включаючи розгляд суперечок, особисте і комерційне банкрутство, судову експертизу, електронну експертизу, аналіз документів, злиття і поглинання, і послуги з оцінки.

### Ризик-консалтинг
Консультування по рисках пропонує послуги з управління ризиками підприємства, інформаційної безпеки і конфіденційності, якості і цілісності даних, стратегічним і репутаційним рискам, регуляторним ризикам, проєктним і кібер-ризикам, управління безперервністю бізнесу і стійкістю.

### Податки і право
Податкові і юридичні послуги допомагають клієнтам збільшувати вартість чистих активів, займатися трансфертним ціноутворенням і міжнародним оподаткуванням міжнаціональних компаній, мінімізувати податкові зобов'язання, впроваджувати податкові обчислювальні системи, а також надавати консультації по податкових наслідках різних бізнес-рішень.
У листопаді 2013 року благодійна організація ActionAid, що займається питаннями міжнародного розвитку, звинуватила компанію Deloitte в тому, що вона консультувала великі підприємства з питань використання Маврикія для ухилення від сплати потенційно сотень мільйонів доларів податків в деяких бідних країнах Африки. У відповідь Deloitte заявила, що у відсутність угод про подвійне оподаткування вони радять своїм клієнтам використати домовленості, які можуть привести до того, що у відповідній країни сплачуватиметься менше податків. Deloitte також заявила, що неправильно стверджувати, що використання положень договорів про уникнення подвійного оподаткування є ухиленням від сплати податків, і що без таких договорів інвестиції можуть скоротитися.

### GovLab
GovLab — це внутрішній аналітичний центр консультаційної практики Deloitte Consulting LLP з питань федерального уряду, сфокусований на інноваціях і реформі уряду. Створена в 2010 році, GovLab базується в Нью-йоркському університеті в Нью-Йорку, (Нью-Йорк), і зазвичай проводить 8-9 досліджень в рік, фокусуючись на тому, як майбутні тенденції, технології і бізнес-моделі вплинуть на уряд.

## Офіси
Deloitte працює у понад 150 країнах в усьому світі, включаючи Україну, Гонконг, Китай, Пакистан і Індію.

### Україна
Київський офіс Deloitte було відкрито у квітні 1993 року. «Делойт» в Україні надає аудиторські послуги, податково-юридичні послуги, послуги з консалтингу, корпоративних фінансів та управління ризиками.
У 2018 році Компанія Deloitte Ukraine вперше оприлюднила звіт зі сталого розвитку, що охоплює діяльність компанії за 2018 фінансовий рік і описує основні досягнення та плани на майбутнє. Звіт підготовлено відповідно до міжнародних стандартів GRI (Global Reporting Initiative), базова версія. Для того, аби продемонструвати динаміку змін у компанії за останні три роки, у звіті наведено понад п'ятдесят загальних і специфічних показників.
У 2018 році компанія Deloitte Ukraine розпочала інтеграцію цінностей у бізнес-процеси. Ключових цінностей компанії 5: «Чесність та моральність», «Позитивне ставлення», «Бездоганний сервіс», «Разом — як один!», «Прагнення розвитку».
Доходи від надання послуг «Делойт» в Україні зросли на 14 % у 2018 порівняно з 2017 фінансовим роком.
2022 року дохід компанії в Україні склав $17,2 млн.

### Індія
У кінці 1990-х років Deloitte почала свою діяльність в Індії, одночасно з іншою великою аудиторською фірмою KPMG. Правила Індійської асоціації аудиторів (ICAI) не дозволяють іноземним фірмам проводити аудиторські перевірки в Індії. Тому Deloitte проводив аудит в Індії під ім'ям C.C.Chokshi & Co., існуючої аудиторської фірми, з якою вона уклала угоду в 1998 році.
У 1992 році, після того, як Індія була вимушена піти на лібералізацію відповідно до однієї з умов підтримки, що спонсорується Світовим банком і МВФ, Deloitte отримала ліцензію на ведення діяльності в Індії. 2004 року компанія A. F. Ferguson & Co., яка працює в Індії вже 110 років, приєдналася до Deloitte, услід за CC Chokshi & Company, Fraser & Ross, PC Hansotia & Company і SB Billimoria & Company.
У Індії у компанії Deloitte є два підрозділи: Deloitte India і Deloitte US — India (USI), регіональний підрозділ організації Deloitte US. Deloitte India обслуговує клієнтів в Індії, а Deloitte USI — цей підрозділ Deloitte US, який географічно розташований в Індії і обслуговує клієнтів американської фірми.

## Нагороди і визнання
- 2020 — журнал Fortune заніс Deloitte до списку 100 найкращих компаній для роботи, у якому компанія зайняла 22 місце, а Bloomberg Business називає Deloitte кращим місцем для початку кар'єри.[66]
- В 2021 році Brand Finance Global 100 третій рік поспіль визнає Deloitte найціннішим брендом сфери комерційних послуг у світі, з оцінкою в $26,7 млрд.[67]
- У 2017 році Deloitte, разом з KPMG, PwC і PA Consulting Group, була визнана однією з кращих компаній Великої Британії для роботи.[68]
- У серпні 2018 року компанія «Делойт» була названа бухгалтерською фірмою № 1 десятий рік поспіль за версією Inside Public Accounting.[69]
- У 2017 році «Делойт» увійшов до десятки кращих місць для роботи у зв'язку з відпусткою по догляду за дитиною за версією Fatherly, інтернет-ресурсу новин про батьківство.[70]
- У 2018 році дослідницька компанія Gartner заявила, що впродовж останніх 5-6 років «Делойт» незмінно займає перше місце у світі за об'ємом виторгу у сфері консалтингових послуг в області безпеки.[71]
- У 2019 і 2020 роках Gartner заявила, що «Делойт» є постачальником консалтингових послуг № 1 у світі за об'ємом виторгу.[72]

### В Україні
- «Делойт» в Україні два роки поспіль (у 2017 та 2018) увійшов в рейтинг кращих аудиторських компаній за версією Corporate INTL Global Awards Winner.[66]
- Звіт «Делойт» в Україні увійшов у трійку призерів у категорії звітів конкурсу «Найкраще корпоративне медіа України 2019» від Асоціації корпоративних медіа України.[73]
- Авторитетне міжнародне рейтингове агентство The Legal 500 визнала «Делойт» в Україні у чотирьох номінаціях, в результатах дослідження юридичного ринку за 2019 та 2020 роки.[74][75]
- У 2020 році, рейтинг European Tax Awards від міжнародного податкового видання International Tax Review (ITR) визнав компанію «Делойт» в Україні найкращою національною компанією, що надає професійні послуги в галузі оподаткування.[76]
- «Делойт» в Україні посів 6-те місце в дослідженні сталості українського бізнесу у воєнний час «Індексі КСВ 2023».[77]

## Судові процеси і нормативні акти

### Adelphia Communications
26 квітня 2005 року Комісія з цінних паперів і бірж оголосила, що компанія Deloitte погодилася виплатити $50 млн для врегулювання звинувачень, пов'язаних з фінансовою звітністю Adelphia за 2000 рік. Пізніше повідомлялося, що сума врегулювання досягала $210 млн або $167, 5 млн.

### Асоціація адвокатів Канади
У вересні 2003 року компанія Deloitte повідомила Асоціацію адвокатів Канади (CBA), що з 1999 року страхові виплати за тілесні ушкодження при автомобільних аваріях знижувалися з поправкою на інфляцію. Це суперечило аргументам уряду про те, що загальна сума відшкодування збитку за травми має бути встановлена на рівні $4 000. Впродовж декількох годин після публікації співробітник Deloitte спілкувався з представниками Страхового бюро Канади без відома CBA (їх клієнта) і надавав конфіденційну інформацію.
Організація Institute of Chartered Accountants of Alberta визнала Deloitte винною в нефаховій поведінці і оштрафувала фірму на 40 000 доларів.

### Livent
У рамках розгляду, пов'язаного з неспроможністю раніше існуючої розважальної компанії Livent, в квітні 2014 року її особливий приймач у Вищому суді Онтаріо отримав судову постанову проти компанії Deloitte на суму $84 750 000 дол. у зв'язку з невиконанням компанією Deloitte обов'язків проявляти обачність відносно аудиту фінансової звітності Livent в 1993—1998 роках.
Це рішення було підтримане Апеляційним судом Онтаріо в січні 2016 року, але в грудні 2017 року Верховний суд Канади у справі Deloitte & Touche проти Livent Inc частково задовольнив апеляцію, заявивши, що відповідальність існує тільки відносно недбалості Deloitte при проведенні аудиту LVENT за 1997 фінансовий рік, і, відповідно, понизив суму присудженого збитку до $40 425 000.

### Standard Chartered
У серпні 2012 року компанія Deloitte Financial Advisory Services (DFAS) публічно заперечувала, що, будучи офіційними внутрішніми аудиторами Standard Chartered, допомагала банку приховувати операції по відмиванню грошей, пов'язані з Іраном, які приносили банку значний прибуток, «навмисно упускаючи важливу інформацію». DFAS виплатила штату Нью-Йорк $10 млн, була зобов'язана впродовж одного року не приймати нові угоди від певних нью-йоркських банків і провести реформи для відвертання подібних проблем в майбутньому. Регулятор штату заявив, що немає ніяких доказів того, що DFAS навмисно допомагала Standard Chartered відмивати гроші.

### Serco Geografix Ltd.
4 липня 2019 року Рада з фінансової звітності (FRC) оштрафувала компанію Deloitte за те, що вона не провела належний аудит рахунків дочірньої компанії Serco Group, Serco Geografix, в 2011 і 2012 роках. Наглядовий орган Великої Британії оштрафував компанію Deloitte на 4,2 мільйона фунтів стерлінгів і додатково стягнув 300 000 фунтів стерлінгів в якості компенсації витрат на розслідування.
Партнер Deloitte по аудиту Хелен Джордж також була оштрафована на 97 500 фунтів стерлінгів. FRC заявив, що санкції до обох сторін були застосовані за те, що вони не діяли відповідно до засадничого принципу професійної компетентності і належної обережності.

## Критика

### Австралійська тютюнова промисловість
У 2011 році за замовленням представників тютюнової промисловості, компанія Deloitte склала звіт про нелегальний тютюн. Представники Австралійської митної служби назвали звіт таким, що «потенційно вводить в оману» і виразили стурбованість з приводу «надійності і точності» даних. Коли був опублікований другий звіт Deloitte, присвячений контрафактним сигаретам, міністр внутрішніх справ Брендан О'Коннор назвав другий звіт «безпідставним і оманливим» і «фіктивним». Представники охорони здоров'я розкритикували рішення Deloitte провести дослідження, оскільки воно додало більше переконливості зусиллям тютюнової промисловості із зриву прийнятого урядом Австралії закону про уніфіковану упаковку сигарет.

### Сайт вакцини COVID-19 і порушення патенту
Компанія Deloitte отримала контракт на 44 мільйони доларів США без тендеру від Центрів з контролю та профілактики захворювань у США (CDC) на створення вебсайту для управління графіком, інвентаризацією і звітністю по вакцинації COVID-19. Проте вебсайт функціонував погано, внаслідок чого дуже небагато штатів прийняли його для управління системою вакцинації.
У серпні 2020 року патентний повірений для виконавчого директора Багатоштатного партнерства по профілактиці (англ. Multi-State Partnership for Prevention (MSPP)) Тіффані Тейт випустив заяву про припинення і заборону діяльності, в якій звинуватив Deloitte і CDC в крадіжці інтелектуальної власності Тейт на програмне забезпечення по відстежуванню масових вакцинацій, для відстежування вакцинації проти COVID-19. Раніше Тейт продемонстрував CDC програмне забезпечення, яке допомогло б автоматизувати ключові аспекти проведення масових вакцинацій. Компанія Deloitte була присутньою на презентації і була визначена CDC в якості консультанта. Зрештою Deloitte отримали технічні специфікації програмного забезпечення. В той час, коли Тейт демонстрував програмне забезпечення, CDC вказав, що у нього «не було робочої схеми для обробки розподілу вакцин». Менш ніж через тиждень CDC оголосив про свій намір створити програмне забезпечення для відстежування. При адміністрації Трампу CDC уклав контракт без конкурсних пропозицій з компанією Deloitte на створення системи управління вакцинацією, попри те, що MSPP запропонувала таку систему за нижчою ціною. Пізніше CDC уклав другий контракт з компанією Deloitte, і сума обох контрактів склала $43,9 млн. Адвокат Тейта заявив, що система Deloitte «має ідентичну структуру, дзеркально відбиває функціональність і дублює ті ж функції», що і система MSPP. Адвокат також відмітив, що Deloitte намагався найняти міс Тейт для роботи над проєктом.

### Хакерська атака
Наприкінці вересня 2017 року компанія Deloitte повідомила, що невстановленим зловмисникам вдалось отримати несанкційований доступ до поштових скриньок її клієнтів та внутрішньої мережі компанії. Порушення було виявлене в березні 2017 року, але зловмисникам, можливо, вдалось отримати доступ іще в жовтні або листопаді 2016 року. Компанія мала поштовий сервер для тис. співробітників на платформі Microsoft Azure, але обліковий запис адміністратора поштового сервера був захищений лише паролем, без використання технологій багатофакторної автентифікації. В поштових скринях зберігалось багато важливої інформації як про клієнтів компанії, так і про саму компанію, в тому числі, структуру корпоративної інформаційної системи.
Подальше розслідування виявило численні вади в системі захисту корпоративної комп'ютерної мережі з інформаційною системою.

### Carillion
Компанія Deloitte виконувала функції внутрішнього аудитора у будівельному і сервісному гіганті Carillion до того, як він був ліквідований в січні 2018 року. 16 травня 2018 року був опублікований «пронизливий» і «проклятий», як його назвав The Guardian, підсумковий звіт парламентського розслідування краху Carillion, в якому Deloitte критикується за участь в підготовці фінансової звітності компанії.
«Компанія Deloitte відповідала за консультування ради директорів Carillion з питань управління рисками і фінансового контролю і за ті промахи у бізнесі, які довели свою неспроможність. Deloitte або не змогли ефективно визначити для ради директорів риски, пов'язані з їх бізнес-практикою, або не захотіли цього робити, або занадто поспішно проігнорували їх.»
Голови комітетів (Френк Филд і Рэйчел Ривз) закликали до повного перегляду британського режиму корпоративного управління, звинувативши велику четвірку аудиторських фірм в тому, що вони діють як «затишний клуб». Компанія Deloitte заявила, що вона «розчарована» виведеннями комітету відносно її ролі як внутрішніх аудиторів, але візьме до відома усі уроки, які можуть бути витягнуті з краху Carillion.

### Autonomy
Після продажу Autonomy в 2011 році компанії Hewlett-Packard, британська компанія по розробці програмного забезпечення була звинувачена в порушеннях у бухгалтерському обліку, які привели до зниження вартості Autonomy на 8,8 млрд доларів. У травні 2018 року Рада Фінансової Звітності (FRC) порушила дисциплінарну справу проти Deloitte, аудитора Autonomy на момент продажу. Партнери Deloitte, що очолювали аудит, були звинувачені в тому, що не виправили неправдиву і таку, що вводить в оману інформацію, подану в FRRP, і не проявили об'єктивності в ході аудиту. Дії FRC відбулися після судового розгляду в США, в ході якого колишній керівник Autonomy Сушован Хусейн був визнаний винним в шахрайстві.

### Державні портали з безробіття
Deloitte Consulting приймала активну участь в створенні вебпорталів страхування по безробіттю в різних штатах, включаючи Огайо, Колорадо і Ілінойс. У травні 2020 року, після хвилі звернень, викликаною пандемією COVID-19, з'ясувалося, що у вебпорталах цих штатів є серйозні недоліки в системі безпеки. Персональні дані безробітних заявників, включаючи адреси і номери соціального страхування, були відкриті і доступні для публічного перегляду. Після цього проти компанії були подані колективні позови.
Ці розбіжності виникли за аналогічними невдачами порталу по безробіттю у Флориді. Сайт CONNECT, розроблений компанією Deloitte, було названо «колосальним провалом», оскільки він був створений з перевищенням бюджету, зданий із запізненням і не працював. Знову ж таки, люди, звільнені під час пандемії COVID, були особливо уразливі, оскільки вони залишилися без роботи і не могли отримати допомогу по безробіттю. У травні 2020 року губернатор Флориди Рон Де-Сантіс наказав провести розслідування.

## Спонсорство
З 2009 року компанія Deloitte LLP є офіційним спонсором Олімпійського комітету США в області професійних послуг. Британський підрозділ компанії «Делойт» був спонсором літніх Олімпійських ігор 2012 року і Королівського театру Ковент-Гарден. Канадський підрозділ компанії також був офіційним постачальником професійних послуг для зимових Олімпійських ігор 2010 року у Ванкувері і зимових Паралімпійских ігор 2010 року. У Азії фірма Deloitte, зареєстрована в Сінгапурі, була спонсором літніх юнацьких Олімпійських ігор 2010 року.
Австралійський підрозділ Deloitte — партнер-засновником Invictus Games Sydney 2018, а керівник консалтингової практики фірми — генеральним директором некомерційної організації, що проводить Ігри.